# 18if
《18if》是GONZO製作的日本電視動畫作品。原作改編自mobcast發行的手機遊戲《18與你相連益智挑戰》。電視動畫在2017年7月7日播放。

## 故事簡介
本作的故事背景起始於一種名為「睡美人綜合症」的狀況在社會蔓延，玩家需要深入不同的「夢世界」去了解並克服、打敗女角們諸如貪吃、逃避、焦慮……等等現實生活中的心魔，最終讓她們化身成為女神幫助主角解救其他的女神。而由於舞台設定在夢境的關係，遊戲當中會出現一些熟悉但又異常陌生造型的角色，或者造型、畫風迥然不同的獵奇現象，可讓玩家一起發掘討論。

## 登場角色

### 主要角色
月城遙人（聲：島﨑信長）
夢世界的青年。他可以看到神秘少女「莉莉」的樣子，在與博士相遇後，遙人更是知曉了關於「魔女」的存在，並被捲入到各種事件之中。住友花子與博士談話時提及主角情況，目前陷入長眠中，應為「睡美人」病的病患之一。
神崎胜海（聲：子安武人）
專門研究夢世界的科學家，被遙人稱呼為「博士」。對於遙人可以看到莉莉這件事非常感興趣，並安排遙人參與到自己對夢世界的研究之中，此外還是洞悉「睡美人病」的知情者，原因在於他的妹妹也得到「睡美人」病。
現實世界是穿着白大衣和涼鞋，戴着眼鏡的慵懶大叔形象，但到了夢世界變成了貓咪。
莉莉（聲：名塚佳織）
稱呼遙人為「哥哥」，充滿了神秘的氣質的少女，突然出現在遙人的夢中，並且只能被遙人看到。另一方面，有着神出鬼沒的行事風格。

### 魔女
櫻部優子／電影魔女（聲：遠藤綾）
高中女學生。因在現實中被欺凌而昏睡在夢世界中。
林田真奈／怨仇魔女（聲：嶋村侑）
12歲時爸爸、媽媽和姊姊被少年犯殘忍殺害，自己因家人的保護倖免於難，從那時起開始沉睡不醒。並在夢世界復仇，殺死三名仇人。
杉崎佳世／初戀魔女（聲：田村奈央）
自幼體弱多病的女孩。死前透過魔女的力量來到夢世界，重溫高中的生活和體驗戀愛的感覺。
小嶋愛莉／暴食魔女（聲：加隈亞衣）
因為被說太胖失戀造成在夢世界成為魔女，職業是讀者模特，因此會不自覺暴飲暴食發洩情緒而催吐減肥。
三枝美禮／平凡魔女（聲：浅倉杏美）
花式滑冰的運動員。因為背負的壓力太大而陷入沉睡。
上川菜月／孤影魔女（聲：福圓美里）
在學校受到集體欺凌的女生，因而陷入睡美人病。
寧寧／晴朗魔女（聲：水瀨祈）
喜、怒、哀、樂、怨的人之五情空間。
索諾／臨界魔女（聲：折笠富美子）
美咲／艷麗魔女（聲：新田惠海）
住友花子／夢境魔女（聲：南波志帆）
因體弱多病所以羨慕能盡情玩耍的小孩，因而陷入睡美人病。
神崎理奈／白百合魔女（聲：東山奈央）

### 其他
奈奈（聲：廣橋涼）
遙人的變身。
夏娃（聲：川澄綾子）

## 電視動畫

### 製作人員
- 原作：mobcast[3]
- 總監修：森本晃司[3]

第7話
- 人物設計：Rianti Hidayat
- 音樂：黑石瞳、崎元仁

### 主題曲
片頭曲「Red Doors feat. 米良美一」
填詞：岩里祐穗，作曲、編曲、主唱：TeddyLoid
片尾曲
「Wonderland（仙境）」（第1話）
填詞：，作曲：片山將太、藤末樹，編曲：片山將太，主唱：莉莉（名塚佳織）
「Break The Doors feat. Aina The End」（第2話）
填詞：MaryJane，作曲：TeddyLoid、MaryJane，編曲：TeddyLoid
（第3話）
填詞：咲岡里奈，作曲、編曲：R・O・N，主唱：杉崎佳代（田村奈央）
「ANGELNOIR」（第4話）
填詞、作曲、主唱：青葉市子，編曲：detune.
（第5話）
填詞、作曲：Jin，編曲：ANANT-GARDE EYES，主唱：奧井亞紀
（第6話）
填詞、作曲、編曲、主唱：月蝕會議
「too late」（第7話）
填詞、作曲、編曲：CHI-MEY，主唱：寧寧（水瀨祈）
（第8話）
填詞、作曲、編曲：長谷川智樹，主唱：Ryu Miho
（第9話）
填詞、作曲、編曲：月蝕會議，主唱：美咲（新田惠海）
（第10話）
填詞：eNu，作曲、編曲：長谷川智樹，主唱：住友花子（南波志帆）
「Salvation」（第11話）
填詞、作曲、主唱：TeddyLoid
（第12話）
填詞：岩里祐穗，作曲、編曲、主唱：TeddyLoid
「if」（第13話）
填詞、作曲：Jin，編曲：TeddyLoid，主唱：月城遙人（島﨑信長）、TeddyLoid×Jin
插入曲
（第8話）
填詞：mayu、真一，手語填詞：mayu、FATMAN，作曲：真一，編曲：，主唱：
「Daydream」（第8話）
填詞：，手語填詞：Kuniy、FATMAN，作曲：，編曲：，主唱：真那
「First Bite!」（第9話）
填詞：Uyu，作曲、編曲：阿部隆太，主唱：Shark lady〔美咲（新田惠海）、玉置（大野柚布子）、麗娜（桑原由氣）、睦美（中惠光城）、惠里子（田中貴子）〕
「發現小小的秋天（」）（第10話）
填詞：佐藤八郎，作曲：中田喜直原，主唱：米良美一

### 各話列表
| 話數 | 日文標題 | 中文標題           | 劇本            | 分鏡       | 演出              | 作畫監督                                | 導演       |
| ---- | -------- | ------------------ | --------------- | ---------- | ----------------- | --------------------------------------- | ---------- |
| #1   |          | 電影魔女           | 冨岡淳廣        | 西森章     | 鳥羽聰            | 乙幡忠志                                | 西森章     |
| #2   |          | 停止的時間，12歲   | 冨岡淳廣        | 西森章     | 鈴木恭兵          | 南伸一郎                                | 西森章     |
| #3   |          | 初戀魔女           | 藤井俊郎        | 藤井俊郎   | 藤井俊郎          | 森悅史                                  | 藤井俊郎   |
| #4   |          | 暴食魔女           | 數井浩子        | 數井浩子   | 北井嘉樹          | 南伸一郎                                | 數井浩子   |
| #5   |          | 平凡魔女           | 大原實 富田賴子 | 大原實     | 大原實            | 清水博幸                                | 大原實     |
| #6   |          | 惡有惡報           | 高橋幸雄        | 高橋幸雄   | 高橋幸雄          | 鵜池一馬                                | 高橋幸雄   |
| #7   |          | 然後所有人都不在了 | 千明孝一        | 千明孝一   | 千明孝一 白井賢一 | 千明孝一                                | 千明孝一   |
| #8   |          | 臨界值             | 石山貴明        | 石山貴明   | 石山貴明          | 島田英明                                | 石山貴明   |
| #9   |          | 偶像不會上廁所     | 岸本Miyuki      | 長月       | 長月              | KIM SUNG-IL、BigOwl TAP、Arto base van  | 岸本Miyuki |
| #10  |          | α夢次元            | 森本晃司        | 森本晃司   | 森本晃司          | 森本晃司                                | 森本晃司   |
| #11  |          | 尖刺十字會         | 冨岡淳廣        | 高橋幸雄   | 高橋幸雄          | 平馬浩司、TAP                           | 高橋幸雄   |
| #12  |          | 魔女大戰           | 冨岡淳廣        | 森健三郎   | 鈴木恭            | 島田英明、吉岡敏幸 TAP、BigOwl MK SEOUL | 森健三郎   |
| #13  |          | 夏娃的嘆息         | 冨岡淳廣        | 伊布重瑛翔 | 鳥羽聰            | 乙幡忠志、佐藤陽子 BigOwl、TAP          | 伊布重瑛翔 |

### 藍光&DVD
| 卷數 | 發售日期       | 收錄話數       | 規格編號  | 規格編號  |
| 卷數 | 發售日期       | 收錄話數       | BD        | DVD       |
| ---- | -------------- | -------------- | --------- | --------- |
| 1    | 2017年10月4日  | 第1話－第4話   | GDBS-1301 | GDDS-1301 |
| 2    | 2017年11月1日  | 第5話－第7話   | GDBS-1302 | GDDS-1302 |
| 3    | 2017年12月6日  | 第8話－第10話  | GDBS-1303 | GDDS-1303 |
| 4    | 2017年12月27日 | 第11話－第13話 | GDBS-1304 | GDDS-1304 |

## 外部連結
- 電視動畫「18if」官網（页面存档备份，存于） （日語）
- 動畫「18if」官方的X（前Twitter）
- 【18】キミト ツナガル パズル（页面存档备份，存于）
- 18 夢世界 VR（页面存档备份，存于）